# Anthony Howell
Anthony Howell (Lake District (Engeland), 1971) is een Engelse televisieacteur. Hij speelt onder meer Detective Sergeant Paul Milner, de rechterhand van inspecteur Foyle in de Engelse televisieserie Foyle's War.
Howell behoorde in het seizoen 1999-2000 tot de Royal Shakespeare Company in Stratford-upon-Avon, waarvoor hij rollen vervulde zoals die van Orlando in As You Like It, Benvolio in Romeo and Juliet en Antipholous van Ephesus in The Comedy of Errors.
In 2005 speelde Howell in Agatha Christies And Then There Were None in het Londense West End.

## Filmografie
- Foyle's War - Sgt. Paul Milner (19 episodes, 2002-2008)
- Hawking (2004) (TV) Hamlet
- The Other Boleyn Girl (2003) (TV) - William Carey
- Ultimate Force (1 episode, 2002) TV Sam Leonard
- The World Turned Upside Down (2002)
- Helen West (2002) TV - Dinsdale Cotton
- Swallow (2001) (TV) - Dr. Stokes
- Wives and Daughters (4 episodes, 1999) (TV) - Roger Hamley